# ウィルミントン (オハイオ州)
ウィルミントン（英: Wilmington）は、アメリカ合衆国オハイオ州南西部に位置する小都市。同州シンシナティと州都コロンバスという、2つの大都市の中間に位置する。人口は11,921人（2000年国勢調査）。

## 概要
ウィルミントンはタイム誌（1997年12月8日号）で、郊外の家族が移住するのに良い小さな町として紹介された。

### DHLの拠点
ウィルミントンは、2005年、国際航空貨物大手であるDHLは流通網を再編し、ウィルミントン空港をハブ空港化したことで脚光を浴びた。流通拠点としてDHLの従業員および関連する雇用者により人口が増加したが、2008年11月、不況のためDHLはウィルミントンの事業所群を閉鎖。このため約8,000人の雇用が失われ、ウィルミントン市および周辺の失業率は増加した。

## 地理
ウィルミントンは北緯39度26分45秒、西経83度49分45秒（39.445913, -83.829128）に位置している。アメリカ合衆国統計局によると、ウィルミントンは総面積19.3km2（7.4mi2）で、全域が陸地になっている。

## クレジット
翻訳/ en:Wilmington, Ohio 1/30/2006 22:55 (UTC)の版。
編集者/
- Schuminweb
- CBurgess
- SwissCelt
- Postdlf
- Ram-Man et al.